# Abraham Hayward
Abraham Hayward (Wilton, 1802. január 31. – London, 1884. február 2.) angol jogtudós és Goethe-fordító. Savigny: Vom Beruf unserer Zeit für Gesetzgebung című műve és Goethe: Faustjának fordítása (1831) által tette ismertté nevét. Számos jogi munkát írt és ezeken kivül a következőket: More about Junius (1868); Goethe (1877); Sketches of eminent statesmen and writers (1880, 2 kötet); Biographical and critical essays (1858-1874, 5 kötet); Art of dining (1883); Short rules for modern whist (1878). Levelezését (életrajzzal) Carlisle adta ki (London, 1886).